# Schtonk!
Schtonk! (título original: Schtonk) es una sátira cinematografía alemana de 1992 dirigida por Helmut Dietl y protagonizada por 
Götz George, Uwe Ochsenknecht y Christiane Hörbiger. La película está basada en hechos reales.

## Argumento
Fritz Knobel es un pintor fracasado que se hace pasar por experto y comerciante de arte y vende como tal al fabricante Lentz un diario falso que supuestamente proviene de Adolf Hitler. Cuando el periodista fracasado Hermann Willié se entera de la existencia de este y otros diarios, siente una sensación periodística.
Por ello convence a sus superiores para que compraran a Knobel los diarios que aún quedaban del dictador por 40.000 marcos cada uno De esa manera Knobel entrega un libro tras otro a la redacción. Al final la historia exclusiva se convierte en un gran éxito para el periódico, hasta que surgen sospechas de que los diarios de Hitler podrían no ser auténticos...

## Reparto
| Actor               | Personaje          |
| ------------------- | ------------------ |
| Götz George         | Hermann Willié     |
| Uwe Ochsenknecht    | Fritz Knobel       |
| Christiane Hörbiger | Freya von Hepp     |
| Rolf Hoppe          | Karl Lentz         |
| Dagmar Manzel       | Biggi              |
| Veronica Ferres     | Martha             |
| Ulrich Mühe         | Dr. Wieland        |
| Martin Benrath      | Uwe Esser          |
| Hermann Lause       | Kurt Glück         |
| Karl Schönböck      | Professor Strasser |
| Rosemarie Fendel    | Sra. Lentz         |
| Harald Juhnke       | Kummer             |

## Producción

### Desarrollo
En 1983 hubo un escándalo que dañó la reputación del semanario alemán Stern. Publicó extractos de los supuestos diarios de Adolf Hitler. Al final resultó que un periodista de la revista cayó en las redes de un estafador que presentó las falsificaciones como notas auténticas del Führer durante la era nazi.
EL estafador se llamó Konrad Kujau y el periodista Gerd Heidemann. Helmut Dietl, basándose en los detalles precisos de la historia real, cambió sólo los nombres de esos personajes, Hermann Willie en vez de Gerd Heidemann y Fritz Knobel en vez de Konrad Kujau.

### Filmación
Una vez preparado todo, se filmó la película entre el 24 de abril de 1991 y el 24 de julio de 1991 y se rodó para ello en Hamburgo, Gotha, condado del Monte, Drachenburg, cerca de Bonn, Odenthal y en Frönden. Una vez terminado, se estrenó la película el 12 de marzo de 1992.

## Recepción
A pesar de que la película fue nominada al Oscar a la mejor película de habla no inglesa, Schtonk no consiguió el éxito esperado entre el público, ya que sólo dos millones de espectadores la visitaron en los cines en Alemania. Esto sólo cubrió los gastos de la producción. También hay que destacar, que fue también nominada a los Globos de Oro en la misma categoría.
Hoy en día la película ha sido valorada en portales cinematográficos. En IMDb, por ejemplo, con unos 4200 votos registrados, el filme obtiene una media ponderada de 7,1 sobre 10. También cabe destacar, que en La Vanguardia el 70 % de los usuarios registrados en ese periódico le dan al largometraje una valoración positiva.